# Sanson (Radsportteam 1969)
Sanson war ein italienisches Radsportteam, das nur 1969 bestand.

## Geschichte
Das Team wurde 1969 unter der Leitung von Vendramino Bariviera gegründet. Neben den Siege wurden zweite Plätze bei der Trofeo Baracchi, Gran Premio Industria e Commercio di Prato, beim Giro di Romagna, dritte Plätze beim Giro di Sardegna, bei der Coppa Sabatini, sowie beim Giro d’Italia der vierte Platz in der Gesamtwertung erreicht. Am Ende der Saison 1969 wurde das Team aufgelöst.
Hauptsponsor war ein italienischer Speiseeishersteller.

## Erfolge
1969
- eine Etappe Giro d’Italia
- Tirreno–Adriatico
- Gesamtwertung und eine Etappe Escalada a Montjuïc
- Mailand–Vignola
- Giro dell’Emilia

### Monumente-des-Radsports-Platzierungen
| Monument                 | 1969 |
| ------------------------ | ---- |
| Mailand–Sanremo          | 50   |
| Flandern-Rundfahrt       | –    |
| Paris–Roubaix            | –    |
| Lüttich–Bastogne–Lüttich | –    |
| Lombardei-Rundfahrt      | 15   |

### Grand-Tour-Platzierungen
| Grand Tour        | 1969 |
| ----------------- | ---- |
| Giro d’ItaliaGiro | 4    |

## Bekannte Fahrer
- Gianni Motta (1969)
- Carlo Chiappano (1969)
- Silvano Schiavon (1969)
- Attilio Rota (1969)